# Letterboxd
Letterboxd er et online socialt netværk grundlagt af Matthew Buchanan og Karl von Randow i 2011. Tjenesten blev lanceret for at tilbyde brugere et sted at diskutere og opdage film og drives af en lille gruppe i Auckland i New Zealand. Brugere kan benytte den til at logføre hvilke film de har set, føre en dagbog og skrive anmeldelser, lave lister og dele sine favoritter, samt møde og kommunikere med andre filminteresserede. Under Coronapandemien gik tjenesten fra 1,7 millioner registrerede brugere i begyndelsen af 2020, til mere end 3 millioner i januar 2021.

## Eksterne links
- Officiel hjemmeside